# The Blue Meanie
Brian Heffron, meglio noto con il ringname The Blue Meanie (Filadelfia, 18 maggio 1973), è un wrestler statunitense meglio noto per i suoi trascorsi nella Extreme Championship Wrestling e nella World Wrestling Federation/Entertainment.
Il nome "Blue Meanie" è un riferimento ai Blue Meanies, creature del film Yellow Submarine del 1968.

## Storia
Heffron ha iniziato ad allenarsi come wrestler sotto la guida di Al Snow nel marzo del 1994.

### Extreme Championship Wrestling

#### The Blue World Order (1995–1998)
Dopo essere diventato il socio di Raven nella ECW, Heffron adottò il ring name The Blue Meanie in onore delle cattive creature omonime del film del 1968 Yellow Submarine dei Beatles, durante l'evento November to Remember del 1995. The Blue Meanie funse più che wrestler da mascotte di fazioni come il Blue World Order, palese parodia del New World Order della World Championship Wrestling.

#### Ritorno (2000)
Sotto il ringname The Blue Boy, Heffron tornò in ECW nel 2000, adottando la gimmick di un ragazzo arrogante che insultava l'abbigliamento e il peso dei fan e dei wrestler.

### World Wrestling Federation/Entertainment

#### Bluedust (1998–2000)
Heffron debuttò nella World Wrestling Federation il 22 novembre 1998 durante una puntata di Sunday Night Heat. In WWF passò la maggior parte del suo tempo come membro della J.O.B. Squad di Al Snow. Tornò come Bluedust in seguito, diventando il manager di Goldust assieme a Ryan Shamrock.

#### Breve ritorno (2005)

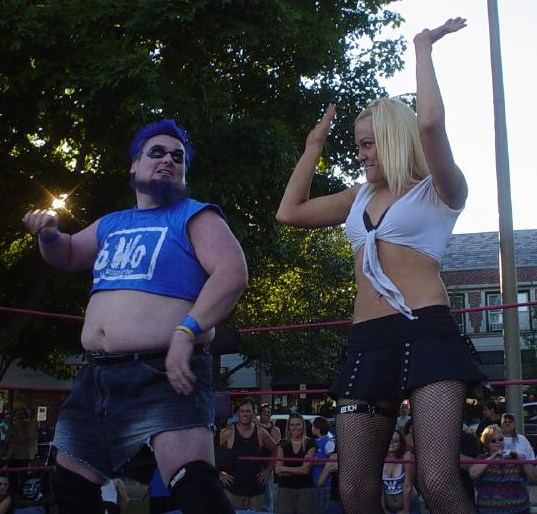
The Blue Meanie (sinistra) e Talia Madison (destra) durante uno show indipendente nel 2005

The Blue Meanie ritornò in WWE il 12 giugno 2005 durante ECW One Night Stand. Dopo essersi riunito ai suoi compagni del bWo Stevie Richards e Nova, Meanie entrò in faida con John "Bradshaw" Layfield. Nella puntata di SmackDown! del 7 luglio il bWo imbrattò la limousine di JBL con della vernice. Questo portò ad un No Disqualification match tra lo stesso JBL e The Blue Meanie, vinto poi da quest'ultimo grazie all'intervento di Stevie Richards e del World Heavyweight Champion Batista (che era in faida con Layfield). Il 24 luglio, a The Great American Bash, il bWo fu sconfitto dai Mexicools (Juventud, Psicosis e Super Crazy).

### Circuito indipendente (2005–presente)

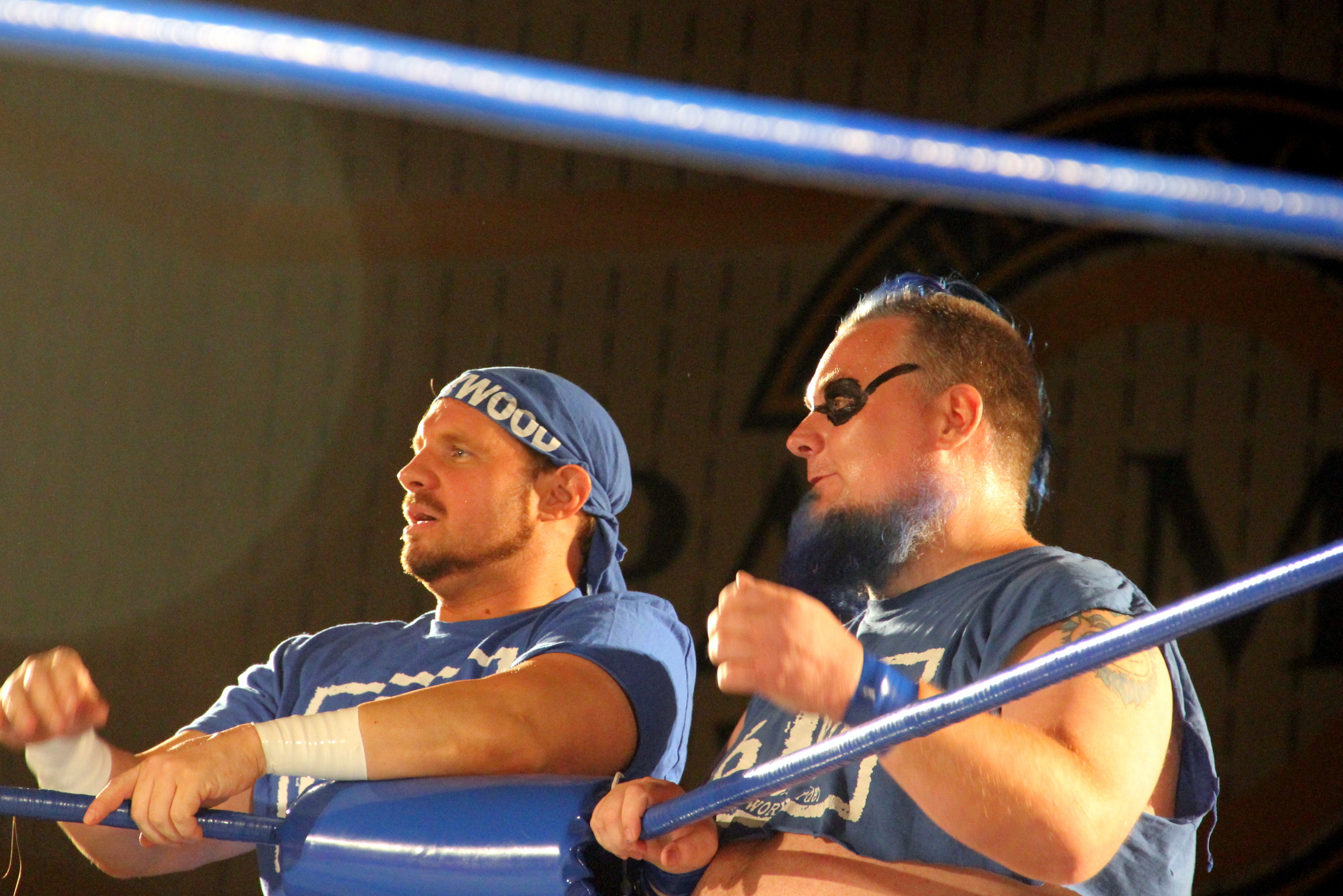
Da Blue Guy (destra) con Hollywood Nova all'evento King of Trios della Chikara nel 2015

Dopo aver lasciato la ECW un mese prima che la federazione fosse acquistata dalla WWF, The Blue Meanie tornò a lottare nel circuito indipendente. Nel febbraio 2002, ha aperto la sua compagnia di wrestling a Filadelfia, la Pro Pain Pro Wrestling.
Nel 2005 Heffron lottò a Hardcore Homecoming con Tracy Smothers in quello che il commentatore Joey Styles definì un "comedy match", inoltre apparve al fianco di Raven durante il match di quest'ultimo contro Sandman. Nell'aprile 2006 Heffron annunciò sul suo blog che gli era stato diagnosticato un enfisema, e che si era sottoposto a un intervento chirurgico d'urgenza per rimuovere parte di un polmone. L'8 settembre sconfisse Troy Justice diventando APWF Heavyweight Champion. Il 28 dicembre 2007, con Tammy Lynn Sytch come manager/valletta, fece coppia con The Patriot per sconfiggere The Sychadellic Sissies (Ace Darling & Nicky Oceans) nel corso del National Wrestling Superstars Holiday Tour.
Il 18 gennaio 2008 sconfisse Danny Demanto a un evento della National Wrestling Superstars svoltosi a Manville, New Jersey. Il 12 aprile lui e JD Love sconfissero Zaquary Springate III & Isys Ephex nel corso di un'apparizione a sorpresa all'evento Living on the Edge della 2CW.
Il 4 settembre 2015, Da Blue Guy, Big Stevie Cool e Hollywood Nova ricostituirono il Blue World Order per il torneo 2015 King of Trios della Chikara. Furono eliminati al primo turno dai Devastation Corporation (Blaster McMassive, Flex Rumblecrunch & Max Smashmaster).

#### Monster Factory (2012–presente)
Heffron, utilizzando il ringname The Blue Meanie, si è in seguito unito alla Monster Factory, dove combatte regolarmente e svolge anche il ruolo di allenatore.

## Personaggio

### Mosse finali
- Meaniesault (Moonsault)
- People's Leg Drop (Running delayed leg drop)
- Snap DDT

### Manager
- Jasmine St. Claire
- Chastity
- Mini Meanie
- Mrs. Patricia

### Musiche d'ingresso
- What Would You Do di Tha Dogg Pound (ECW)
- MMMBop degli Hanson (ECW)
- Come Out and Play degli Offspring (ECW; usata in coppia con Raven)
- bWo Theme dei Swamp Candles (ECW/WWE; usata come membro del Blue World Order)
- Let Me Clear My Throat di DJ Kool (ECW; usata in coppia con Nova)
- YMCA dei Village People (ECW; usata in caso di vittoria)
- Da Ya Think I'm Sexy dei Revolting Cocks (ECW)
- Armed & Rambunctious di Steve Goomas e Dougvid Perkins (WWF; usata come membro della J.O.B. Squad)
- Here We Go di Mark Sandell e Neal Watson (WWE)

## Titoli e riconoscimenti
- Allied Powers Wrestling Federation
  - APWF Heavyweight Championship (1)
- Cleveland All-Pro Wrestling
  - CAPW Heavyweight Championship (1)
- Extreme Championship Wrestling
  - Hardcore Hall of Fame (2014)
- Freedom Pro Wrestling
  - FPW Tag Team Championship (1) – con Stevie Richards
- Memphis Championship Wrestling
  - MCW Southern Tag Team Championship (1) – con Jim Neidhart
- NWA New Jersey
  - NWA World Light Heavyweight Championship (New Jersey version) (1)
- Pro Wrestling Illustrated
  - 143º tra i 500 migliori wrestler singoli secondo PWI 500 (2002)
- Steel City Wrestling
  - SCW Tag Team Championship (3) – con Cactus Jack (1), Nova (1) e Stevie Richards (1)
  - SCW Television Championship (1)
- Ultimate Pro Wrestling
  - UPW Internet Championship (1)
- West Coast Wrestling Connection
  - WCWC Championship (1)